# Застава Ілліча
«Застава Ілліча» (рос. «Застава Ильича») — російський радянський художній фільм 1964 року Марлена Хуцієва, лірична кіноповість про покоління, що вступає в самостійне життя в країні, яка різко змінилася після розвінчання культу особи Сталіна.
Робота над фільмом почалася в 1959 році, він вийшов на екрани в 1965 році під назвою «Мені двадцять років» і став одним із символів епохи «хрущовської відлиги».
Прем'єра початкового (авторського) варіанта фільму відбулася лише 29 січня 1988 року в Будинку кіно. Єдина акторська робота в кіно Валентина Попова, який виконав одну з головних ролей.

## Сюжет
Фільм починається символічною сцени: по вулиці йдуть три червоногвардійці часів жовтневої «революції». Час дії непомітно змінюється і замість червоногвардійців на екрані постають сучасники — молоді люди, а згодом — звільнений у запас солдат, головний герой Сергій Журавльов. Його батько загинув на війні і він живе з матір'ю і сестрою в комунальній квартирі в районі Застави Ілліча. Фільм розповідає про життя Сергія і його друзів Миколи Фокіна і Слави Костикова.

## У ролях
- Валентин Попов — Сергій Журавльов
- Микола Губенко — Микола Фокін
- Станіслав Любшин — Слава Костиков
- Маріанна Вертинська — Аня
- Олександр Майоров (в перезнятому варіанті — Лев Пригунов) — молодший лейтенант Олександр Журавльов, батько Сергія і Віри
- Зінаїда Зінов'єва — Ольга Михайлівна Журавльова, мати Сергія і Віри
- Світлана Старикова — Віра сестра Сергія
- Тетяна Богданова — Люся Костикова, дружина Слави
- Людмила Селянська — Катя Єрмакова, кондуктор
- Саша Блінов — Микола Кузьмич
- Лев Золотухін — батько Ані
- Петро Щербаков — Петро Євгенович Чорноусов
- Геннадій Некрасов — Володимир Васильович
- Микола Захарченко — друг
- Тамара Совчі — Валя
- Андрій Кончаловський — Юра
- Світлана Світлична — Світлана
- Ольга Гобзева — Віра
- Павло Фінн — гість
- Андрій Тарковський — гість
- Наталія Рязанцева — гостя
- Родіон Нахапетов — червоноармієць (в титрах - Р. Нахопятов)
- Олег Відов — перехожий з сигаретою (немає в титрах)
- Віталій Соломін — випускник, який кидає пляшку в Москву-ріку
- Геннадій Шпаликов — камео (на виставці в музеї)
- Марлен Хуцієв — камео (на вечорі поезії після читання віршів Михайлом Свєтловим)
- В. Волков — геолог
- Лариса Буркова — Шура, подруга Тосі
- Лев Пригунов — лейтенант Журавльов, батько Сергія